# 1788 год в науке
В 1788 году были различные научные и технологические события, некоторые из которых представлены ниже.

## События
- Русский мореплаватель Гавриил Прибылов, исследуя Берингово море, открыл острова Св. Георгия и Св. Павла. Позднее эта группа островов была названа в его честь.
- Жозеф Лагранж в своей классической монографии «Аналитическая механика» развил так называемую «Лагранжеву механику», которая объединила статику и динамику единым подходом (основанным на «принципе д’Аламбера»). Тем самым было завершено превращение теоретической механики в раздел математического анализа. Дальнейшее развитие теоретической механики происходит в основном в русле математики[1].

## Родились
- 22 февраля — Артур Шопенгауэр, немецкий философ.
- 18 мая — Хью Клаппертон, шотландский путешественник по Африке.
- 1 июня — Жан-Виктор Понселе, французский геометр.
- 18 июня — Карл Кунт, немецкий ботаник (ум. 1850).
- 14 ноября — Михаил Петрович Лазарев, русский географ, мореплаватель и флотоводец (ум. 1851).
- 16 ноября — Дмитрий Николаевич Бантыш-Каменский, русский историк (ум. 1850).

## Скончались
- 16 апреля — Жорж Луи Леклерк де Бюффон, граф, французский натуралист, биолог, математик и естествоиспытатель, впервые высказавший идею о единстве растительного и животного мира. (род. 1707).
- 8 мая — Джованни Скополи, итальянско-австрийский естествоиспытатель.
- 21 июня — Иоганн Георг Гаман, немецкий философ (род. 1730).